# Ella Kweku
Ella Kweku (castellà: Elizabeth Kweku Quintero)  (Tenerife, 20 de març de 1987) és una model, actriu i cantant espanyola d'ascendència ghanesa. El 2013 va interpretar el paper d'Alika a la pel·lícula Ismael de Marcelo Piñeyro, i el 2018 el de Juliet Capulet a la pel·lícula de Ronnie Khalil With a Kiss I Die.